# Баран, Николай Андреевич
Никола́й Андре́евич Бара́н (28 августа 1907—1983) — организатор здравоохранения, врач гигиенист-эпидемиолог, профессор; первый заместитель министра здравоохранения и Главный Государственный санитарный инспектор УССР (1944—1955), Заслуженный врач УССР, кандидат медицинских наук.

## Биография
Родился 28 августа 1907 года в селе Яблоново (ныне — Оржицкого района Полтавской области) в семье священника.
Выпускник санитарно-гигиенического факультета Одесского медицинского института.
Работал заместителем министра — начальником Главного управления медицинской помощи сельскому населению Министерства здравоохранения СССР, позже на Украине — первым заместителем министра здравоохранения УССР.
Под его руководством был осуществлен значительный комплекс мероприятий по ликвидации санитарных последствий немецкой оккупации и восстановлению сети санитарно-эпидемиологических учреждений, что положительно повлияло на санитарно-эпидемическую обстановку на Украине.
Организатор первой санитарно-эпидемиологической станции в городе Лисичанске Ворошиловградской (Луганской) области.
Во время боевых действий был в составе инспекторской группы генералов Ставки Главнокомандующего принимал участие в инспектировании фронта, которым командовал маршал Малиновский.
С 5 мая 1944 по 9 июля 1955 года — первый заместитель министра здравоохранения УССР, Главный Государственный санитарный инспектор. Неоднократно представлял Украину на сессиях ВОЗ.
После окончания государственной службы возглавлял кафедру общей и коммунальной гигиены Киевского государственного института усовершенствования врачей. Воспитал не одно поколение санитарных врачей-гигиенистов, организаторов здравоохранения.
Похоронен в Киеве на Байковом кладбище.

## Научная деятельность
Среди его учеников и последователей: кандидат медицинских наук, доцент Киевской медицинской академии последипломного обучения им. П. Л. Шупика В. И. Слободкин, кандидат биологических наук Г. С. Тарабанчук, известный киевский санитарный врач, Заслуженный врач Украины Г. Н. Гладков, главный врач Вознесенской (Николаевской области) городской СЭС И. Е. Скреблюков и др.
Научные труды Н. А. Барана, которых более 60, посвящены исключительно вопросам военной эпидемиологии и организации медицинской помощи сельскому населению в военное время.

## Награды
- Орден Трудового Красного Знамени
- Заслуженный врач УССР
- нагрудный знак «Отличник здравоохранения СССР»
- медали СССР.